# Riu Omolon
El Riu Omolon (rus: Омолон) és l'afluent principal del riu Kolimà al nord-est de Sibèria, Rússia. La seva llargada és 1,150 quilometres (710 mi). La superfície de la seva conca és 118,600 quilometres quadrats (45,800 sq mi). Es glaça des d'octubre fins finals de maig o principi de juny. És navegable durant 600 quilometres (370 mi).
Neix a l'oblast de Magadan a menys de 100 quilometres (62 mi) del Mar d'Okhotsk, flueix cap al nord travessa Txukotka i en part a Sakhà i s'uneix al Kolimà a uns 125 quilometres (78 mi) de la Mar Àrtica. Els ecosistemes que presenta, de sud a nord, són subalpí, bosc boreal i tundra.
Els seus afluents principals són el riu Molongda, el riu Oloi, l' Oloichan i el riu Kedon.